# Serpent dance
Serpent dance is een compositie van Arnold Bax.
Het werk is afkomstig uit de gelegenheidsmuziek die Bax schreef bij het dans/toneelstuk The truth about the Russian dancers van J.M. Barrie (1920). In dat stuk vertolkte ballerina Tamara Karsavina de rol van Karissimia. Hij gaf het in eerste instantie de titel Karissima’s farewell, maar de uitgave (pas in 1929) vermeldde de titel Serpent dance. Het werk bevat een citaat uit het symfonische gedicht Tamara van Mili Balakirev. Hij droeg het later op aan Reginald Paul, docent piano op de Royal Academy of Music.
Andere titels die Bax hergebruikte zijn Ceremonial dance en Water music.
In 2017 zijn er twee opnamen beschikbaar, de opname van Iris Loveridge voor Lyrita dateert uit de periode 1958-1963, die van Eric Parkin voor Chandos uit 1996.